# Битва при Хастенбеку

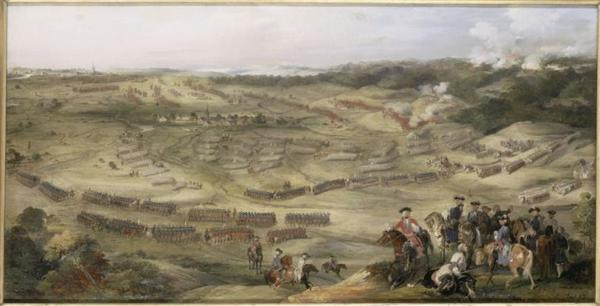

Битва при Гастенбеку (нім. Schlacht bei Hastenbeck) — битва Семирічної війни, яка відбулась біля села Гастенбек (нині район міста Гамельн) 26 липня 1757 року між 60 тисячною французькою армією під командуванням маршала д'Естре і 36 тисячною так званою обсерваційною армією герцога Кумберлендського.

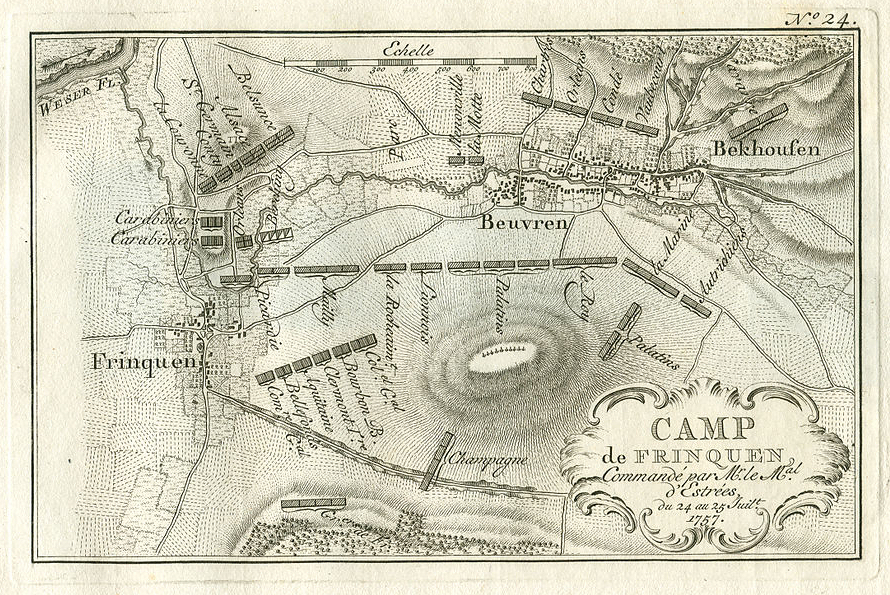

Під час битви обидва воєначальники, вважаючи битву програною, майже одночасно віддали наказ до відступу, через що битва стала однією з найбільш курйозних. Французам вдалося першими помітити, що й противник відступає, вони вчасно зупинилися, завдяки чому, маючи вдвічі більші втрати, змогли здобути перемогу.
Після невдачі під Гастенбеком обсерваційна армія відійшла за Аллер, а французи зайняли більшу частину Ганноверу і Брауншвейгу. Потім, під керівництвом нового головнокомандувача Луї дю Плессі де Рішельє, який змінив маршала д'Естре в результаті версальських інтриг, вони змогли витіснити обсерваційну армію, яку на той час покинули 5 тисяч прусських солдатів, в околиці містечка Штаде і відрізати від сполучення з Гамбургом і Бременом.